# 태백산 눈축제
태백산 눈축제(太白山-祝祭)는 1994년(김영삼 정부)에 시작되어 매년 1월 말 강원특별자치도 태백시에서 개최되는 눈축제이다.

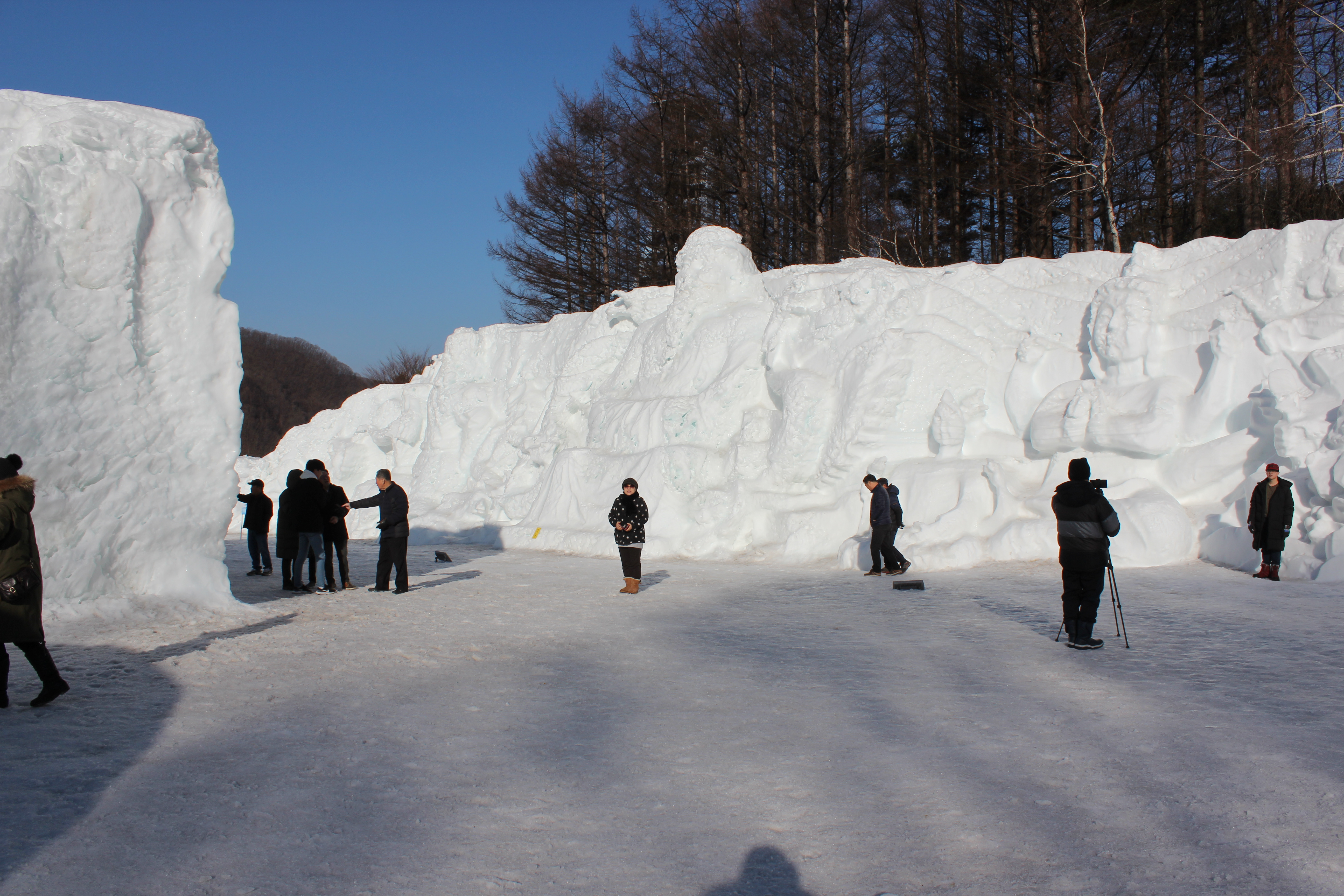
태백산 눈축제 2019년 2월 4일

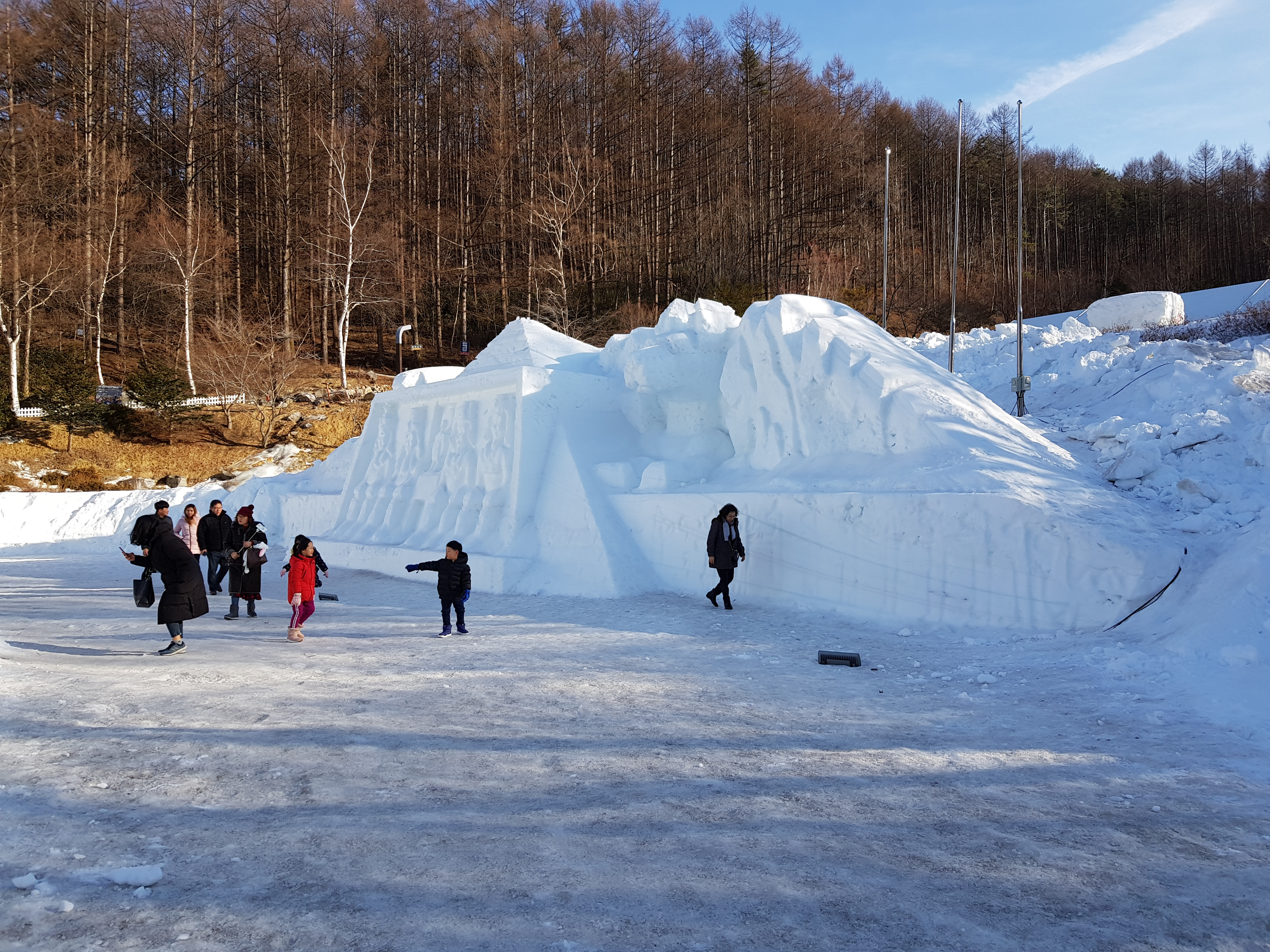
2019년 태백산 눈축제